# Элакатмахи
Элакатмахи (дарг. ГӀела-кьатI-махьи) — село в Левашинском районе Дагестана. Входит в состав Джангамахинского сельсовета.

## Этимология
Название села переводится с даргинского языка как задний квартал.

## География
Село находится на расстоянии 7 км к северо-востоку от села Леваши, административного центра района.

## Население
| 1895 | 1926 | 1939 | 1970 | 1989 | 2002 | 2010 |
| ---- | ---- | ---- | ---- | ---- | ---- | ---- |
| 298  | ↗323 | ↗490 | ↘90  | ↘50  | ↗67  | ↗74  |
| 2021 |      |      |      |      |      |      |
| ↗138 |      |      |      |      |      |      |